# Хајдук у четири слике
Хајдук у четири слике је роман за децу савременог српског дечјег књижевника Градимира Стојковића објављена 2002. године у издању "Народне књиге" из Београда. Роман је од првог издања доживео још неколико издања.

## О писцу
Градимир Стојковић је рођен у банатском селу Мраморак, 3. марта 1947. године. Живео је у Вршцу и Панчеву, а данас живи и ствара у Београду. Студирао на Факултету политичких наука (журналистику) и Педагошко-техничком факултету. Градимир Стојковић је књижевник, био запослен у библиотеци „Лаза Костић” у Библиотеци града Београда. Добитник је многих значајних књижевних награда. Све књиге су доживеле више издања. Песме и приче су му преведене на енглески, француски, немачки, италијански, руски, словачки, бугарски, румунски, мадјарски, македонски и словеначки језик.

## О књизи
Књига Хајдук у четири слике је осми део, и седма написана књига од девет о Глигорију Пецикози Хајдуку. Серијал је скуп прича о одрастању, уклапању и о недоумицама младих, који у себи носи универзалне поруке о пријатељству и заједништву.

## Радња
У роману Хајдук у четири слике Глигорије спаја своје две љубави: једна је према деци, друга према писању.Он је данас чувени писац и можемо да га видимо како искрено говори о себи као писцу и ствараоцу, али и као васпитачу, о томе како брине о двоје младих и талентованих песника, Тајани и Југославу.
Хајдук се са породицом сели у стан, њихов стан, и док се пакују, проналази кутију у којој су похрањена сећања. У њој проналази неколико слика, четири фотографије, које представљају три наратора, две генерације и на крају још један роман.
Те четири фотографије евоцирају успомене на четири незаборавна периода рада и дружења с двоје младих, будућих писаца, Тајаном и Југославом. Југослав је бриљирао и први пут је био отворен, не стидећи се искрених осећања. Тајана је, напротив, била затворена и несигурна, скривала своје емоције. 

## Главни ликови
- Глигорије Хајдук
- Тајана
- Југослав

## Награде
| Година | Награда                                 |
| ------ | --------------------------------------- |
| 2002.  | Награда дечјег жирија „Доситејево перо“ |